# 午夜的傾心旋律
《午夜的傾心旋律》是五十岚正邦創作的日本漫画系列。於《週刊少年Magazine》（讲谈社）2023年第42期起连载。缩写为“Mayochu”。一部讲述属于广播部的一名高中生和四个女孩的浪漫喜剧。

## 历史
该系列于2023年9月20日发行的《週刊少年Magazine》第42期开始连载。当第一集在SNS上发布时，它收到了大约380,000次展示。同年12月單行本第一卷发行时，花泽香菜对此发表了评论。同月发布PV，佐仓绫音1人分饰4角。
2024年1月，單行本再版。同年4月17日單行本第三卷发售时，作為纪念，作者五十嵐原作的《川柳少女》電視動畫从4月19日到5月16日在讲谈社的YouTube频道“Full☆Anime TV”上免費發佈。同年6月，获得“下一部人氣漫畫大賞 2024”漫画部门第14名。同年11月，在講談社舉辦由全國書店店員投票遴選2024年「有趣且值得推薦」的漫畫獎項「講談社真心推薦！漫畫展2024（日語：講談社ガチ！マンガフェア2024）」獲選少年漫畫部門第一名。
截至2024年7月，累计发行量已超过15万部。
2025年3月14日，该系列宣布将被改编成电视动画。 预定于2026年播出。

## 故事概要
《午夜的傾心旋律》的故事背景建立於智慧型手機普及的近現代日本，以財閥家庭出身的少年山吹有栖作為主要視角，講述有栖接觸廣播主持者「阿波罗（Apollo）」延伸的經歷。有栖在中學時期曾熱衷在深夜時段收聽名為「午夜心旋律」的廣播節目，他不但將該節目的女性主持者「阿波罗（Apollo）」視為心靈救贖，更對素未謀面的對方日久生情，甚至衝動告白，但在某日「阿波罗（Apollo）」毫無預警的中止廣播節目，從此消聲匿跡，收聽「午夜心旋律」的時光成為有栖最難以忘懷的記憶。
有栖刻意依循過往聆聽「阿波罗（Apollo）」廣播期間獲知的情報，選擇進入接近「阿波罗（Apollo）」求學校區的楓林男校，這所學校在有栖升上高中二年級那年和鄰近的楓林女校合併為男女混校的公立高中「楓林高中」，更讓有栖意外發現校園裡的四名廣播部女性成員，均有著和「阿波罗（Apollo）」相似的說話聲音。為了找出真正的「阿波罗（Apollo）」和幫助廣播部成員獲得成長，有栖正式加入了廣播部，由此展開接觸廣播的校園生活。

## 登场角色

### 楓林高中

#### 廣播部
山吹有栖
本作品的主要人物。故事開始時是高中二年级学生，併校後為2年C班，山吹財閥的繼承者。有栖為人行事秉持完美主義和實踐主義，擅長分析，但有時候會過度認真著重細節招致他人側目，擁有能夠辨認音質細節和當事者談話語氣的敏銳聽覺。他在作中被刻畫為在學業、體育、美術均有不俗的水準。喜歡的食物是桃子。已知家人有父母、姊姊、妹妹。
有栖自童年被父母安排學習許多技能，被父母灌輸守規和追求完美的家訓，他在初中時期是广播电台主持者「阿波罗」的忠實聽眾，在聆聽廣播的過程對「阿波罗」日漸生情，期許自己能支持對方，一時衝動向對方衝動告白，但隨著「阿波罗」不明原因終止廣播節目，試圖追尋「阿波罗」並透過搜索比對情報，找出對方求學的學校，在填寫高中升學志願時刻意選擇「阿波罗」所在的學區，適逢學校併校並因緣際會接觸校園的廣播部，意識真正的「阿波罗」便是四名廣播部女成員的其中一員，提出資助社團設備成為首位加入廣播部的男社員。起先因為廣播經驗不足常導致社團進行廣播期間出現突發狀況，但隨著和廣播部成員接觸互動，理解四者各別的特質與社團的不足，協助分析並幫助四者提升相關技能，同時立定成為職業聲音製作者的志向。
雨月忍（聲：伊藤美來）
本作的女主角。2年D班學生，隶属于广播部，兼任學校的學生會副會長。特徵是外黑內橙的長髮和深褐色雙瞳，其聲線被有栖形容「談話時的抑揚頓挫和發音與「阿波罗」很相像，猶如銀鈴般的聲音」。忍個性開朗友善，在校品學和人緣兼優，私底有著相當迷糊的一面，容易為了幫助他人而承擔不屬於自己的責任，被校園男學生評為擁有治癒性的笑容。她立志成为一名播音员，但有咀嚼的习惯，在播音时经常咬到舌頭導致讀白不流暢，平常讀稿時會在容易咬舌的部分作筆記。早年父母離婚，目前與父親共同生活。
故事初期是最先同意有栖加入廣播部和安排他見習廣播的成員，欣賞有栖的真誠態度和聲音，經由有栖建議參加播音員的入門課程。和有栖互動的過程中逐漸對他產生好感，主持「表白傳聲筒」活動並藉由轉達告白名義趁機向有栖表白。
日芽川宁宁（聲：大久保瑠美）
本作的女主角。2年A班學生，隶属于广播部。特徵是桃色的雙馬尾長髮和藍色雙瞳。据忍介绍，她的身高约160厘米，是四人中最高的。其聲線被有栖形容「和生氣時的「阿波罗」很相像，有著像貓黏人般的聲音」、「和撒嬌的貓咪一樣的柔軟和舒適感」。寧寧個性強勢活潑實質傲嬌，在校園裡為班級的中心人物，熱衷動漫和Cosplay，以詮釋動漫畫角色和主持動漫廣播節目「音聲錄製」見長。立志成为配音演员，但不擅閱讀漢字且國語基礎不佳，學業成績在廣播部成員裡排行末位。喜歡章魚燒。她的父母均為教職人員，自童年時期被父母施加嚴格教育產生拘束和反抗心態，加著渴望成為配音演员的志向和父母冀盼她穩定求學任職的觀念背道而馳，為反抗父母刻意在學業表現不上心。
起先對有栖加入廣播部不以為然，更經常用毒舌的言論吐槽有栖或故意對他惡作劇，隨著劇情推進逐漸顯現對他產生好感，被有栖要求開始學習漢字讀寫並通過漢字能力檢定2級。曾為了鍛鍊感情戲的演技，和有栖假扮為期三週的情侶關係在校園引發軒然大波，更一度在排演過程隔著書本與他接吻，但由於關注的漫畫原作者突然強行提出自己的要求而落選，此後多度被有栖安排進行戀愛情境的演技訓練，獲得他的激勵提醒「表現出色也是反抗方式」而開始加強學業。暑假拜訪山吹家的事件後決意正視自己的心願，透過有栖輔導成功進入天羽播音演技研究所進修。
雾乃依子（聲：鈴代紗弓）
本作的女主角。2年B班學生，隶属于广播部。特徵是銀髮。稱呼有栖「小吹」。依子個性靦腆內向，不擅社交聊天和對人表達感情，平常在網路活動習慣搭配自己設計的虛擬形象以「皇依今」名義進行直播獲得宅群體支持，在歌唱、舞蹈、繪畫、烹飪、電玩遊戲（唯獨害怕恐怖遊戲）領域均有涉獵，是廣播部的技術主要負責人之一，其聲線被有栖形容「聲音較小，低語般的說話方式，有著顆粒感的耳語般的聲線」。患有近視，日常活動時習慣佩戴隱形眼鏡，體力欠佳，學業表現中庸且不擅長數學。喜歡冰淇淋和甜食。立志成为一名VTuber ，但因為鮮有表情變化造成觀眾反響不佳。
故事初期贊成有栖加入廣播部的成員之一，經由有栖建議立定參加事務所的試音選拔的目標，獲得他的指導學習電腦技術運用和改善容易在直播期間表情僵化的問題，但由於和有栖交流過程受對方用激將法刺激情緒，忘記切掉直播導致對話意外外流而顯露和過往截然不同的一面，反而獲得觀眾的好評。隨劇情推進對有栖產生好感，在偕同有栖訓練寧寧的感情演技期間，趁機向有栖表白。
井之华六花（聲：瀨戶桃子）
本作的女主角。2年B班學生，隶属于广播部，担任经理。立志成为一名歌手。特徵是經常梳成辮子的褐色長髮和藍色雙瞳，其聲線被有栖形容「連音質都很像「阿波罗」」。六花在廣播部成員裡的學業表現處於前段（僅次於忍），尤其擅長理科，但在英語方面偏弱。喜歡百匯。原本和好友愛子以乐队的形式活跃，被音樂製作公司單獨招攬，但由于擅長熱衷的音樂創作風格與音樂製作公司的要求相悖，導致她在無法完全發揮實力的狀態被音樂製作公司拋棄，連帶和隊友愛子感情破裂，目前以独唱艺人的身份活跃，在校園主持廣播部的來信問答節目。
故事初期最先在學校和有栖攀談的广播部成員，時常作弄有栖但同時保持距離，喜歡有栖的聲音，被有栖建議在馬路表演嘗試賣出50張自製CD。曾一度認為有栖僅是作為旁觀者無法體認現場表演的艱辛，但見及有栖為了證明自己而刻意學習吉他登台演唱而改觀，透過有栖引導正視過往的心結和訓練面對觀眾的視線。在「celestial」搶奪觀眾的事件中再度和愛子合演創作曲《夜凪》，正式和愛子和解。
「阿波罗（Apollo）」
本作關鍵角色。有栖在中學時期收聽的深夜廣播節目「午夜心旋律」的主持者，年齡和有栖相仿。故事開始的三年前於中學時期獨自主持著「午夜心旋律」但僅有少數聽眾，對當時固定收聽節目且曾向她告白的有栖留下深刻印象，將他的聲音視為救贖，但後來不明原因終止廣播節目。對能和有栖重逢感到驚訝，出於個人原因選擇暫時向有栖隱瞞真實身分，重新以「阿波羅」的名義主持廣播節目，在廣播部舉辦的「表白傳聲筒」活動透過忍的轉達向有栖表白。作中暗示為廣播部四名女成員之一。
安藤檸檬
擔任廣播部顧問老師的女教師，27歲。個性看似淡漠，討厭麻煩偏利己主義，除了跟自己利益攸關的事項以外，對需要特別費心的事情泰半抱持著消極反對不參與的態度，但在必要時刻也會願意支援廣播部的學生們。起先因為討厭男性喜歡耍帥只顧受歡迎的作風，反對包含有栖在內的男學生加入廣播部，但由於忍告知有栖能提供廣播部器材而勉強同意他加入團隊。對廣播部的女成員們和有栖的戀情抱持興趣。

#### 學生和教職人員
鮫島
學校的體育老師。為人嚴格熱血但思維冥頑不靈，熱衷健身。在學校的午餐時段負責監視學生動態，禁止學生談戀愛和不准他們在午餐時段到別班用餐的行事作風，令多數學生對其觀感欠佳。曾經在廣播部嘗試發「表白傳聲筒」活動傳單期間，被檸檬藉故邀約支開注意力，在檸檬和有栖聯合演出下同意出借擴音器。對檸檬有好感。
新藤
2年A班的男學生，在「表白傳聲筒」活動被匿名學生透過忍傳達告白心聲的對象之一，依照委託者的請求站立起身答應告白。
高橋
1年D班的女學生。和男朋友交往中。在「表白傳聲筒」活動被匿名學生透過忍傳達告白心聲的對象之一，回絕了委託者的告白。
三原
3年A班的男學生，輕音部，在「表白傳聲筒」活動被匿名學生透過忍傳達告白心聲的對象之一。
愛子
曾經和六花作為樂隊搭擋的女學生。喜歡六花的創作歌曲。原本雙方交情要好，但在「剪刀手唱片公司」的製作人遴選六花簽約時遭受淘汰，察覺六花開始演唱和創作理念不符的流行歌曲後與之疏遠。故事正篇初登場時曾經向有栖批評六花能獲得迴響，僅是因為演唱的歌曲俱備知名度，但後來在「celestial」搶奪六花街邊演唱會的觀眾的事件中現身支持六花，與六花合演兩者共同創作的《夜凪》特別版，正式達成和解。
大泉星羅
話劇部的女學生。熱衷演戲。曾在排練過程批評寧寧沒有深入理解劇本和徒有其表的演技。後由於有栖和依子聯合安排假扮劈腿的訓練情境，鍛鍊寧寧的情感反應，在排練期間被憤怒的寧寧斥責後反對其演技進步讚譽有加。

### 其他角色
百歲蒼
本作中為日本首席Vtuber團體「BLUE BOX」的頭牌，依子的憧憬對象，憑藉著3D建模打造人物設定造型，在舞蹈、料理、鋼琴、學業解題均有造詣。
陣內
「剪刀手唱片公司」的製作人。過往曾相中尚在初中時期的六花並單獨邀請她加入公司，淘汰當時和六花搭擋的愛子，但由於製作方向和六花真正熱衷喜愛的音樂風格不符，轉而將之拋棄，也讓六花和愛子留有心結。後安排樂團「celestial」在街頭舉辦突襲演唱會，再度邀請六花加入製作公司但全然不記得拋棄她的事情，也讓六花決定和有栖合作製作音樂作為反擊手段。安排六花和包含歪在內的其他人員組成樂隊，作為同意六花簽約的條件。
難破歪
樂團「celestial」的主唱兼貝斯手，同時是樂隊的核心人物，和六花同齡。擁有不凡的演奏水準，私底下個性大條行為作風隨興且重視團員才華，凡是被其認為欠缺才華的成員便會將之拋棄，令六花無法認同。喜歡高湯口味的洋芋片。原本和樂團成員組成「celestial」獲得賣座的銷售成績，在六花舉辦街頭演唱會的時候強行干預演出奪取觀眾，但認為維持現狀無法攀上更高層次選擇解散樂隊，同時看中曾經和「celestial」競爭的六花的嗓音，接受陣內的提議和六花受邀前往「剪刀手唱片公司」，六花獲悉歪利益至上的行事作風後，隨即提出將歪當成踏腳石的宣言加入樂隊。

## 用語
- 楓林高中：本作登場的虛構公立高中，同時是主角群求學的學校，前身分別是招收單一性別學生的兩所學校「楓林男校」、「楓林女校」，但由於地處偏鄉和個別招生數量欠佳，在故事開始時兩校合併為一所男女混校的公立高中，校園內的老舊設備也導致師生們在進行活動時容易產生負面影響。存在著諸如「反對學生談戀愛」、「禁止帶零食到校園」等對學生而言過度保守陳舊的校規，反讓學生們極盡所能策畫出迴避校方人員糾察的方法。

- 天羽播音演技研究所：本作登場的虛構聲音工作者培訓機構，因許多知名聲優從該機構結訓而聞名業界。學員必須通過考試才能參加基礎科訓練，再透過三個月舉辦一次的升級考試，依據自身進修專業需求選擇播音員科或聲優科。其中聲優科的學員實力等級由低至高依序為C、B、A，學員需透過升級考試提升實力位階，由聲優事務所的人員擔任審查，只有達成A級的學員能報名加入聲優事務所的最終考試，但在過程中也有入學成績優秀者直接晉級A級、或是直接在升級考試被聲優事務所跳級招攬的特例[20]。

## 风格
作家古林京认为，这部作品的魅力在于“绝对可爱”的女主角。正如标语所说“可爱又努力的成功浪漫喜剧”，这部作品的看点之一是“女孩们能成功吗？”它描绘了“爱上一个人时的误会”的声音。

## 出版書籍
| 冊數 | 講談社         | 講談社                 | 尖端出版      | 尖端出版                                                                                             |
| 冊數 | 發售日期       | ISBN                   | 發售日期      | ISBN / EAN                                                                                           |
| ---- | -------------- | ---------------------- | ------------- | --- |
| 1    | 2023年12月15日 | ISBN 978-4-06-533754-7 | 2025年3月7日  | ISBN 978-626-403-638-2                                                                               |
| 2    | 2024年2月16日  | ISBN 978-4-06-534570-2 | 2025年4月22日 | ISBN 978-626-403-718-1                                                                               |
| 3    | 2024年4月17日  | ISBN 978-4-06-535415-5 | 2025年6月11日 | ISBN 978-626-403-833-1                                                                               |
| 4    | 2024年6月17日  | ISBN 978-4-06-535777-4 | 2025年7月24日 | ISBN 978-626-434-021-2 EAN 471-770-229-885-2（特裝版VTuber款） EAN 471-770-229-884-5（特裝版歌手款） |
| 5    | 2024年9月17日  | ISBN 978-4-06-536773-5 |               | |
| 6    | 2024年11月15日 | ISBN 978-4-06-537511-2 |               | |
| 7    | 2025年1月17日  | ISBN 978-4-06-538132-8 |               | |
| 8    | 2025年3月17日  | ISBN 978-4-06-538706-1 |               | |
| 9    | 2025年6月17日  | ISBN 978-4-06-539757-2 |               | |

## 电视动画
该电视动画预定于2026年开始播出。

### 制作人员
- 原作：五十岚正邦[12]
- 导演：高桥雅之[12]
- 剧本统筹：菅原雪绘[12]
- 人物设定：下谷智之[12]
- 动画制作：月虹（日语：月虹 (アニメ制作会社)）[12]
- 制作：“午夜的倾心旋律”制作委员会[12]